# Lachnum echinulatum
Lachnum echinulatum är en svampart som beskrevs av Rehm 1893. Lachnum echinulatum ingår i släktet Lachnum och familjen Hyaloscyphaceae.   Inga underarter finns listade i Catalogue of Life.